# 中東地域における日本関係船舶の安全確保に必要な情報収集活動

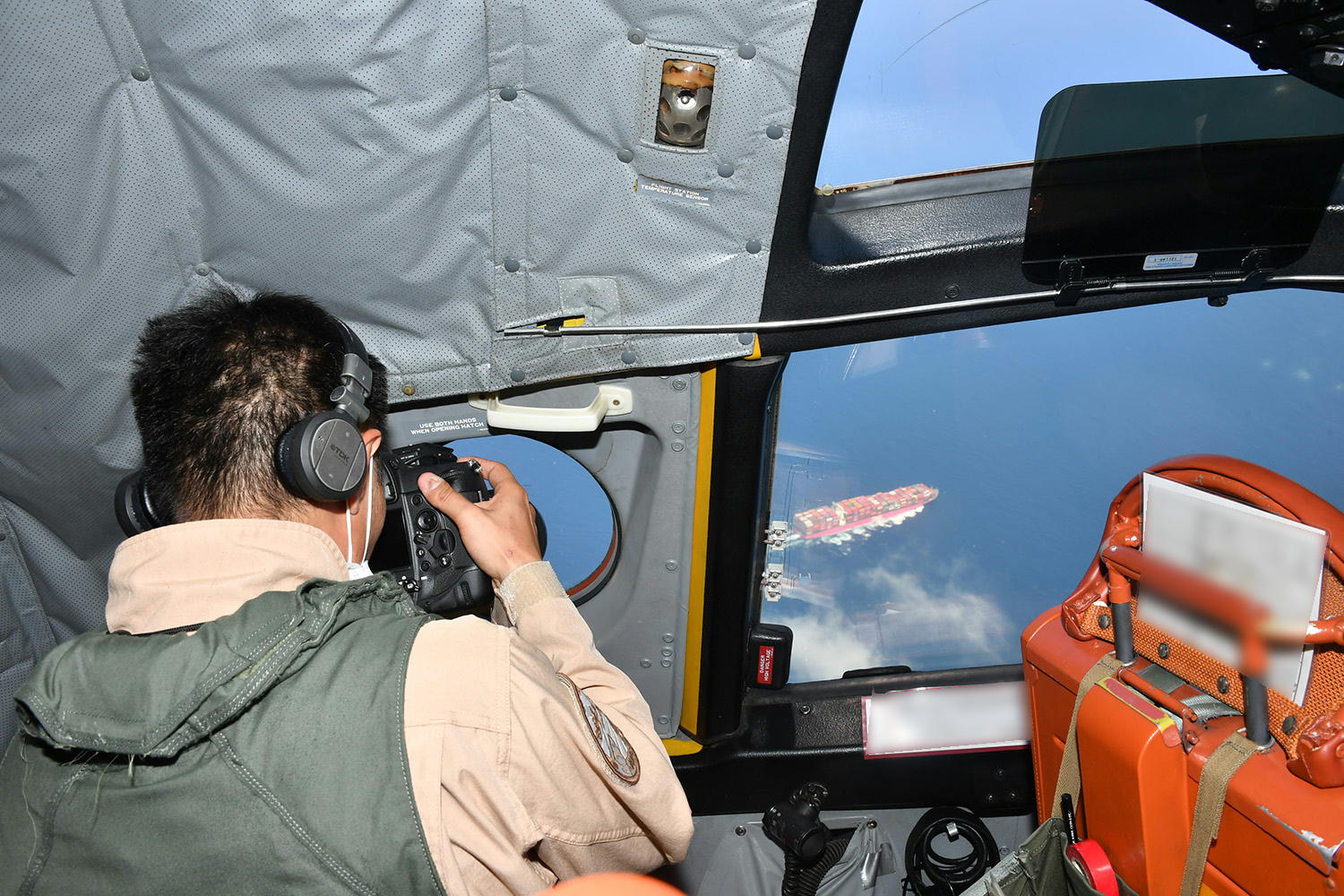
P-3Cによる採証（情報収集）活動

中東地域における日本関係船舶の安全確保に必要な情報収集活動（ちゅうとうちいきにおけるにほんかんけいせんぱくのあんぜんかくほにひつようなじょうほうしゅうしゅうかつどう）は、2019年12月に閣議決定され、2020年から行われている中東地域への自衛隊海外派遣である。いわゆる派遣法は制定されておらず、日本関係船舶の安全確保に必要な情報収集態勢を強化することを目的とした「閣議決定、防衛大臣の命による調査・研究のための部隊派出」となっている。

## 概要
2019年12月27日に閣議決定された、「中東地域における日本関係船舶の安全確保に関する政府の取組について」（令和元年12月27日 国家安全保障会議決定 閣議決定）に基づき、「中東地域において日本関係船舶の防護の実施を直ちに要する状況にはないものの、状況を踏まえると、その安全確保に必要な情報収集態勢を強化することが必要であり、自衛隊による情報収集活動を行うこととする」とされた。
なお、不測の事態の発生など状況が変化する場合への対応において、自衛隊法に規定する「海上における警備行動」（以下「海上警備行動」という。）の要否に係る判断や発令時の円滑な実施に必要であることから、防衛省設置法（昭和29年法律第164号）第4条第1項「防衛省は、次に掲げる事務をつかさどる。」第18号「所掌事務の遂行に必要な調査及び研究を行うこと。」の規定に基づき実施するとされ、その詳細は、防衛大臣の命令に定めることとされた。
また、事後の結果報告についてはソマリア沖海賊の対策部隊派遣において、海賊対処法第7条第3項の規定により国会に報告されていることにも鑑み、本閣議決定（これを変更する場合を含む。）及び当該活動が終了したときはその結果を国会に報告することとされた。
2020年1月10日、「中東地域における日本関係船舶の安全確保に関する政府の取組について」に基づく準備完了時期の目途が立ったため、河野太郎防衛大臣が、「中東地域における日本関係船舶の安全確保に必要な情報収集活動」の実施を命じた。
命令の概要は以下の通り。 
- 新たに編成する派遣情報収集活動水上部隊の護衛艦1隻及び、現在ソマリア沖海賊の対策部隊派遣に従事しているP-3C2機により情報収集活動を実施する。
- 活動期間は2020年1月20日から同年12月26日とする。ただし、派遣情報収集活動水上部隊の編成日は同年2月2日とし、同日以降速やかに活動海域に進出する。
- 活動海域は、オマーン湾、アラビア海北部及びバブ・エル・マンデブ海峡東側のアデン湾の三海域の公海（沿岸国の排他的経済水域を含む。）とする。
- 本命令を受け、派遣情報収集活動水上部隊の護衛艦「たかなみ」は、2020年2月2日以降速やかに出港、同月下旬に情報収集活動を開始できるよう調整する。
- 2020年1月11日に出国するソマリア沖海賊の対策部隊派遣海賊対処行動航空隊 (DAPE)のP-3Cは、同月20日に情報収集活動を開始する。

2020年12月11日、政府は同日の閣議で、中東海域を航行する民間船舶の安全を確保するため、派遣期間を1年延長すると決めた。延長による派遣期限は2021年12月26日となった。
2021年12月24日、政府は派遣の期限を再延長せず、専従の護衛艦による情報収集活動は同年12月26日までとし、以後はソマリア沖海賊の対策部隊派遣従事艦に情報収集活動も兼務させることを閣議決定した。

## 方針
基本的な実施方針は以下のとおりであり、その詳細は、防衛大臣の命令により定めるとされた。なお艦艇部隊は、対象海域のうちオマーン湾やアラビア海北部などの公海を活動担当とし、バブ・エル・マンデブ海峡東側のアデン湾は、P-3C部隊が担当する。ホルムズ海峡では原則、活動を行わないとされている。
以下引用

(1)収集する情報
下記(3)に示す海域において、船舶の航行の安全に直接影響を及ぼす情報その他の航行の安全確保に必要な情報の収集を行う。
(2)装備
所要の調整を経て、護衛艦を新規に1隻派遣するとともに、海賊行為の処罰及び海賊行為への対処に関する法律（平成 21 年法律第 55 号。以下「海賊対処法」という。）第7条第1項の規定による海賊対処行動に現に従事する自衛隊の部隊（以下「海賊対処部隊」という。）の固定翼哨戒機P-3Cを活用する。なお、海賊対処部隊による情報収集活動については、海賊対処行動に支障を及ぼさない範囲で実施する。
(3)活動の地理的範囲
(2)の護衛艦及び固定翼哨戒機による情報収集活動の地理的範囲は、オマーン湾、アラビア海北部及びバブ・エル・マンデブ海峡東側のアデン湾の三海域の公海（沿岸国の排他的経済水域を含む。）とする。護衛艦が補給等を行う場合には、当該三海域に面する港に寄港するものとする。
(4)不測の事態の発生など状況が変化する場合への対応
不測の事態が発生するなど状況が変化する場合には、関係省庁は連携して状況の把握に努め、相互に緊密かつ迅速に情報共有するとともに、政府全体としての対応を強化する。その上で、当該状況への対応として、自衛隊による更なる措置が必要と認められる場合には、自衛隊法第 82 条の規定に基づき、海上警備行動を発令して対応する。当該発令に際しては、迅速な意思決定に努めることとする。海上警備行動に際してとり得る措置は、旗国主義の原則をはじめとする国際法を踏まえ、保護対象船舶が日本籍船か外国籍船かの別、侵害の態様といった個別具体的な状況に応じて対応することとなる。
(5)自衛隊の部隊の安全確保
情報収集活動の実施に当たっては、活動海域の情勢に係る十分な情報収集、安全確保に必要な機材の搭載、事前の適切な教育訓練等を通じ、自衛隊の部隊の安全の確保に万全を期す。
(6)関係省庁間の協力
情報収集活動及び不測の事態の発生など状況が変化する場合への対応の実効性確保のため、関係省庁は連携を密にし、当該対応についての認識を共有するとともに、訓練等を通じて対処能力向上等を図り、状況に迅速に対応することができる態勢を整備する。
(7)諸外国等との連携
我が国は中東地域の航行の安全に係る特定の枠組みには参加せず、自衛隊の情報収集活動は我が国独自の取組として行うものであるが、諸外国等と必要な意思疎通や連携を行う。
(8)自衛隊の活動期間
本閣議決定に基づく自衛隊による活動を行うべき期間（訓練等の準備期間を含む。）は、令和元年12月27日から令和2年12月26日までとする。なお、本閣議決定に基づく自衛隊による活動を延長する必要があると認められる場合には、再度閣議決定を行う。右期間の満了前に、本項に記す必要性に照らし、自衛隊による活動が必要と認められなくなった場合には、その時点において当該活動を終了するほか、情勢に顕著な変化があった場合は、国家安全保障会議において対応を検討する。
--国家安全保障会議 『中東地域における日本関係船舶の安全確保に関する政府の取組について』

## 経過

### 2019年
- 12月27日 - 「中東地域における日本関係船舶の安全確保に関する政府の取組について」が閣議決定。同日より関係各機関は本閣議決定に基づく準備を開始。

### 2020年
- 1月10日 - 「中東地域における日本関係船舶の安全確保に関する政府の取組について」に基づく準備完了時期の目途が立ったため、河野太郎防衛大臣が、「中東地域における日本関係船舶の安全確保に必要な情報収集活動」の実施を命じた。
- 1月11日 - 本活動を兼務する、ソマリア沖海賊の対策部隊派遣、海賊対処行動航空隊のP-3C（第5航空群所属）が那覇航空基地から出国。ジブチ共和国における自衛隊拠点到着後DAPE37次隊（第2航空群所属）から海賊対処任務を引き継ぎ、1月20日午前、情報収集活動を開始。1月21日、初任務飛行を行い、ソマリア沖・アデン湾とアラビア海北部で航行する船舶の安全確認と情報収集活動を実施。以後継続して実施予定[7]。
- 1月20日 - 海賊対処行動航空隊のP-3Cが情報収集活動を開始。
- 1月21日 - 同隊P-3Cが初任務飛行を行い、ソマリア沖・アデン湾とアラビア海北部で航行する船舶の安全確認と情報収集活動を実施。以後継続して実施予定。
- 1月30日 - 海上自衛隊は、本活動に係る図上演習を水上部隊として派遣予定の護衛艦「たかなみ」（横須賀基地に停泊）において実施した。自衛艦隊司令部幕僚長を統制官とし、自衛艦隊、護衛艦隊、第2護衛隊群、第6護衛隊等も参加のうえ、自衛隊による情報収集活動を円滑かつ的確に実施するため、各級指揮官の情勢判断、部隊運用・情報伝達の要領等について演練した[8]。
- 2月2日 -　護衛艦「たかなみ」は派遣準備を完了、同日派遣情報収集活動水上部隊が編成。安倍晋三内閣総理大臣も出席して出発式が行われ、横須賀を出港した。同艦は2月下旬に活動海域に到着し、日本関係船舶の安全確保に向けた情報収集活動を開始する予定とされた[9]。
- 2月26日 - 護衛艦「たかなみ」がアラビア海北部で情報収集活動を開始。哨戒ヘリコプター2機を併用し活動を実施する。また、「たかなみ」は4か月活動後次直護衛艦と交代予定と発表された[6]。
- 3月1日 - 護衛艦「たかなみ」が国際VHFを通じ、商船から「オマーン湾にて不審な小型船に接近されている」旨の情報を受信したが、その後「危険性はない」旨の情報を受信したため、同艦による対処は実施しなかった[10]。
- 3月13日 - 統合幕僚監部が2020年1月、2月の活動実績を発表。派遣情報収集活動水上部隊（2月26日～2月29日）が約500隻（累計 約500隻）、派遣海賊対処行動航空隊（1月20日～2月29日）が 約2,500隻（累計 約2,500隻）の船舶をそれぞれ確認し、活動海域において、特段の異常は確認されていない[11]。
- 4月8日 - 統合幕僚監部が2020年3月の活動実績を発表。派遣情報収集活動水上部隊が約2,700隻（累計 約3,200隻）、派遣海賊対処行動航空隊が 約2,400隻（累計 約4.900隻）の船舶をそれぞれ確認し、活動海域において、日本関係船舶に特段の異常は確認されていない[10]。
- 5月1日 - 防衛省は、第2次の派遣部隊として護衛艦「きりさめ」を5月10日に出港させると発表した[12]。
- 5月7日 - 統合幕僚監部が2020年4月の活動実績を発表。派遣情報収集活動水上部隊が1,700隻（累計 約4,900隻）、派遣海賊対処行動航空隊が 約2,000隻（累計 約6,900隻）の船舶をそれぞれ確認し、活動海域において、特段の異常は確認されていない[13]。
- 5月10日 - 護衛艦「きりさめ」が第2次派遣情報収集活動水上部隊として佐世保から出港[14]。
- 6月2日 - 統合幕僚監部が2020年5月の活動実績を発表。派遣情報収集活動水上部隊が2,684隻（累計7,617隻）、派遣海賊対処行動航空隊が 2,206隻（累計9,150隻）の船舶をそれぞれ確認し、活動海域において、特段の異常は確認されていない[15]。
- 6月9日 - 第2次派遣情報収集活動水上部隊の「きりさめ」が「たかなみ」から任務を引き継ぎ、情報収集活動を開始[16]。
- 6月30日 - 護衛艦「たかなみ」が横須賀基地に帰港[17]。
- 7月2日 - 統合幕僚監部が2020年6月の活動実績を発表。派遣情報収集活動水上部隊が1,890隻（累計 9,507隻）、派遣海賊対処行動航空隊が 1,661隻（累計 10,811隻）の船舶をそれぞれ確認し、活動海域において、特段の異常は確認されていない[18]。
- 8月4日 - 統合幕僚監部が2020年7月の活動実績を発表。派遣情報収集活動水上部隊が4,223隻（累計 13,730隻）、派遣海賊対処行動航空隊が 796隻（累計 11,607隻）の船舶をそれぞれ確認し、活動海域において、特段の異常は確認されていない[19]。
- 8月30日 - 護衛艦「むらさめ」が第3次派遣情報収集活動水上部隊として横須賀基地から出港[20]。その後、新型コロナウイルスの感染者がいないかを確認するため日本近海で待機したうえで、およそ200人の乗組員全員のPCR検査を行い、その結果、9月1日、20代の乗組員1人の感染が確認された。これを受けて「むらさめ」は急遽、横須賀基地に引き返し、中東への派遣は延期されることとなった[21]。
- 9月4日 - 統合幕僚監部が2020年8月の活動実績を発表。派遣情報収集活動水上部隊が4,788隻（累計 18,518隻）、派遣海賊対処行動航空隊が 1,703隻（累計 13,310隻）の船舶をそれぞれ確認し、活動海域において、特段の異常は確認されていない[22]。
- 9月16日 - 護衛艦「むらさめ」の全乗組員に対し、再度PCR検査を実施したところ、全乗組員の陰性が確認されたため、横須賀基地を出港し、中東方面に向け進出[23]。
- 10月2日 - 統合幕僚監部が2020年9月の活動実績を発表。派遣情報収集活動水上部隊が4,682隻（累計 23,200隻）、派遣海賊対処行動航空隊が2,141隻（累計 15,451隻）の船舶をそれぞれ確認し、活動海域において、特段の異常は確認されていない[24]。
- 10月6日 - 第3次派遣情報収集活動水上部隊の「むらさめ」が「きりさめ」から任務を引き継ぎ、情報収集活動を開始[25]。
- 10月26日 - 護衛艦「きりさめ」が佐世保基地に帰港[26][27]。
- 11月6日 - 統合幕僚監部が2020年10月の活動実績を発表。派遣情報収集活動水上部隊が3,376隻（累計 26,576隻）、派遣海賊対処行動航空隊が2,347隻（累計 17,798隻）の船舶をそれぞれ確認し、活動海域において、特段の異常は確認されていない[28]。
- 12月11日 - 政府は同日の閣議で、中東海域を航行する民間船舶の安全を確保するため、派遣期間を1年延長すると決めた。延長による派遣期限は2021年12月26日となった[4]。
- 12月20日 - 護衛艦「すずなみ」が第4次派遣情報収集活動水上部隊として大湊基地から出港[29]。

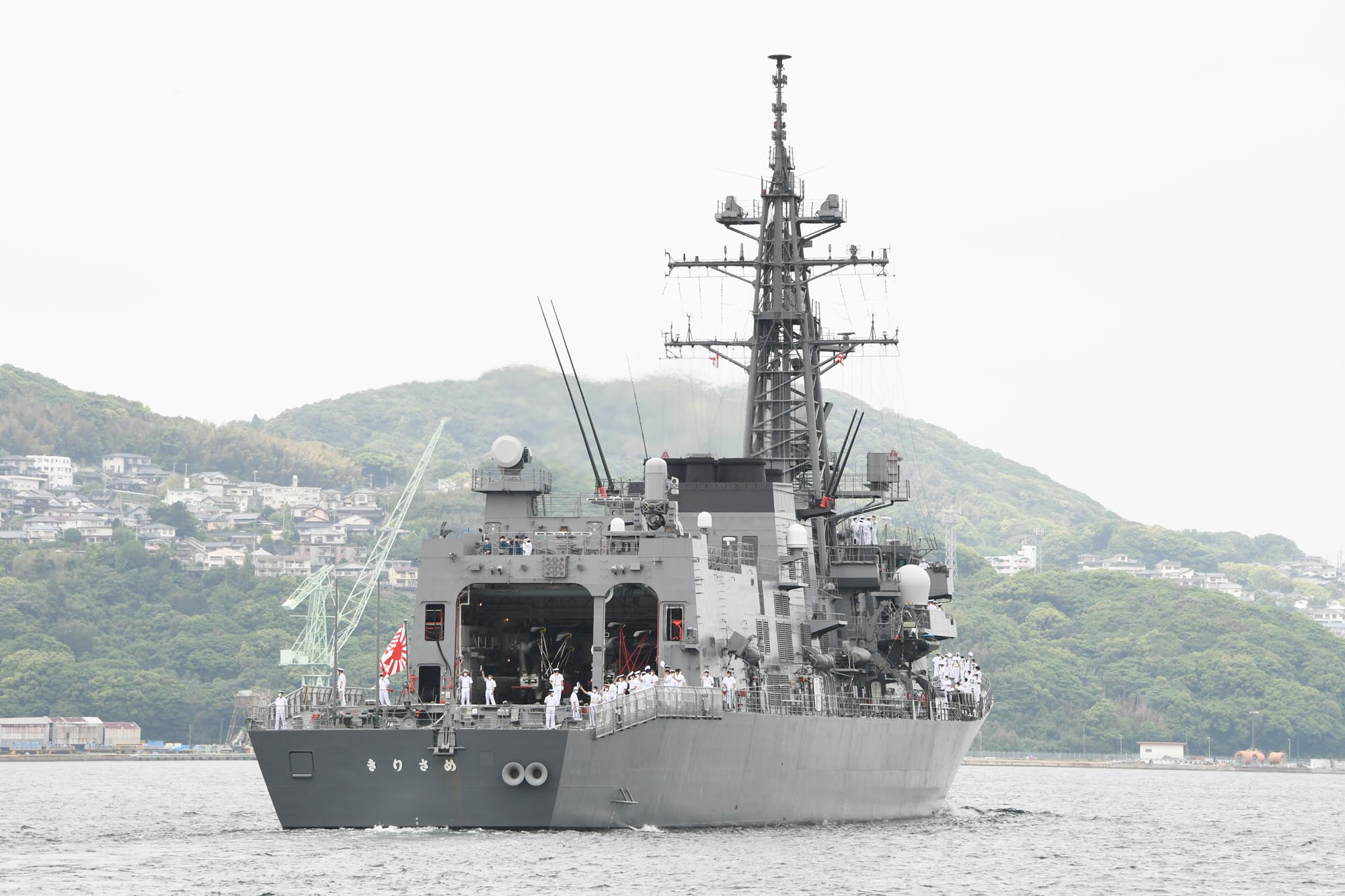
第2次隊として出港する「きりさめ」
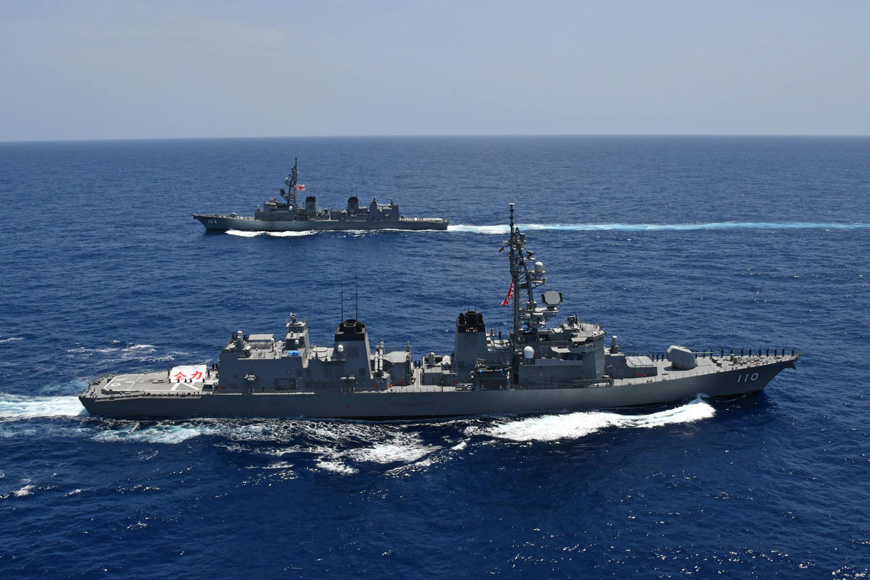
第1次隊「たかなみ」から第2次隊「きりさめ」に任務を引き継ぐ
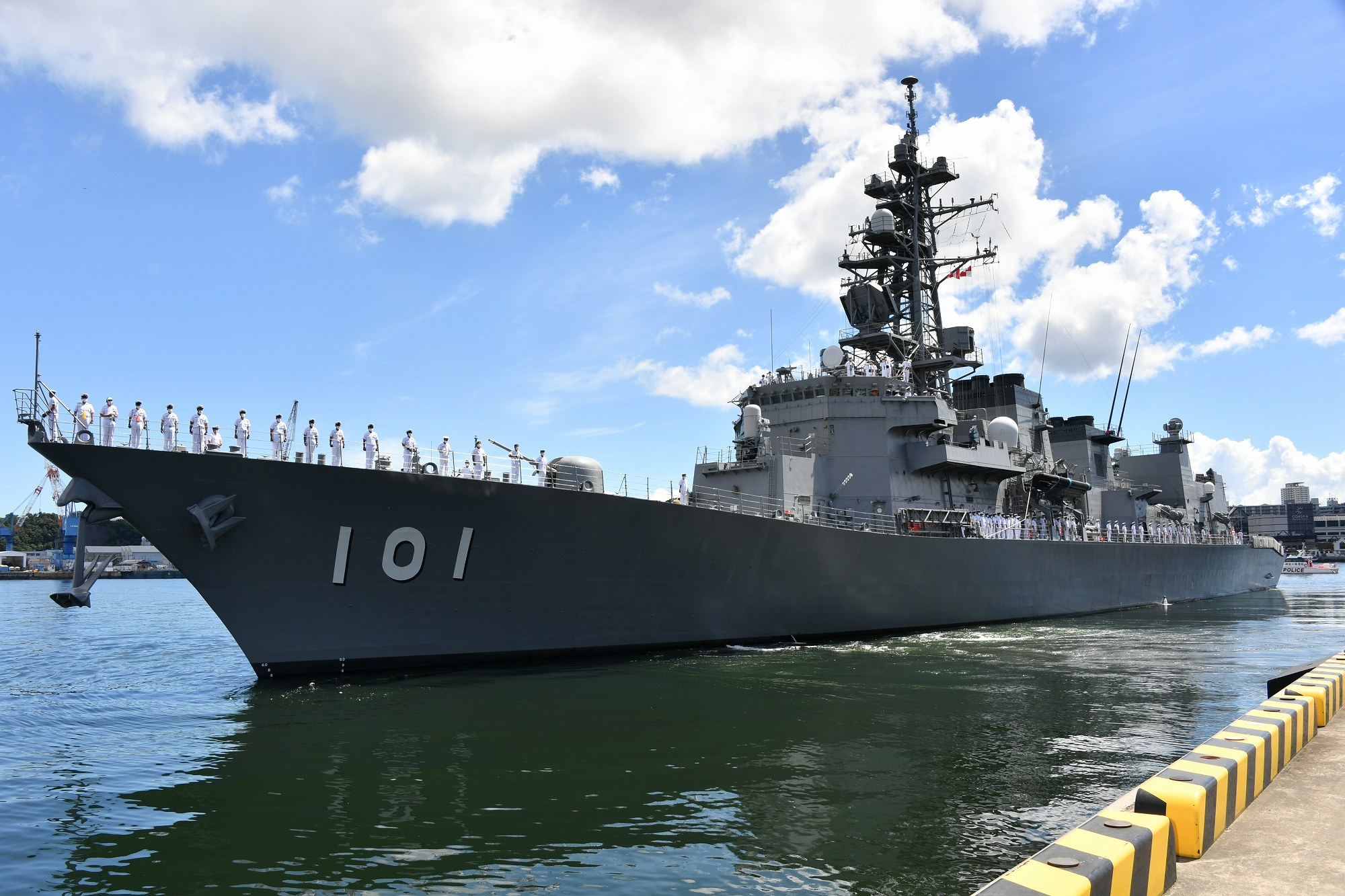
第3次隊として出港する「むらさめ」

### 2021年
- 1月8日 - 統合幕僚監部が2020年12月の活動実績を発表。派遣情報収集活動水上部隊が4,305隻（累計 34,179隻）、派遣海賊対処行動航空隊が1,741隻（累計 21,658隻）の船舶をそれぞれ確認し、活動海域において、特段の異常は確認されていない[30]。
- 1月20日 - 中東地域における情報収集活動水上部隊は、3次隊「むらさめ」から4次隊「すずなみ」へ任務を引き継ぐ[31]。
- 2月5日 - 統合幕僚監部が2021年1月の活動実績を発表。派遣情報収集活動水上部隊が2,687隻（累計 36,866隻）、派遣海賊対処行動航空隊が1,858隻（累計 23,516隻）の船舶をそれぞれ確認し、活動海域において、特段の異常は確認されていない[32]。
- 2月11日 - 護衛艦「むらさめ」が横須賀基地に帰港[33]。
- 3月5日 - 統合幕僚監部が2021年2月の活動実績を発表。派遣情報収集活動水上部隊が2,951隻（累計 39,817隻）、派遣海賊対処行動航空隊が1,698隻（累計 25,214隻）の船舶をそれぞれ確認し、活動海域において、特段の異常は確認されていない[34]。
- 3月17日、18日 - 海上作戦センターにて、海上幕僚監部、自衛艦隊司令部、第５護衛隊（護衛艦あきづき）等が参加し、本活動に関する図上演習を実施[35]。
- 4月6日 - 統合幕僚監部が2021年3月の活動実績を発表。派遣情報収集活動水上部隊が4,789隻（累計 44,606隻）、派遣海賊対処行動航空隊が1,594隻（累計 26,808隻）の船舶をそれぞれ確認し、活動海域において、特段の異常は確認されていない[36]。
- 4月18日 - 護衛艦「あきづき」が第5次派遣情報収集活動水上部隊として佐世保基地から出港。乗員全員に対しPCR検査を実施すると共に、日本近海において14日間にわたり訓練等を行い、乗員の健康観察を実施した後中東方面に向け進出、2021年5月後半に「すずなみ」から任務を引き継いだ[37][38]。
- 5月11日 - 統合幕僚監部が2021年4月の活動実績を発表。派遣情報収集活動水上部隊が6,350隻（累計 50,956隻）、派遣海賊対処行動航空隊が1,352隻（累計 28,160隻）の船舶をそれぞれ確認し、活動海域において、特段の異常は確認されていない[39]。
- 6月4日 - 統合幕僚監部が2021年5月の活動実績を発表。派遣情報収集活動水上部隊が3,072隻（累計 54,028隻）、派遣海賊対処行動航空隊が1,474隻（累計 29,634隻）の船舶をそれぞれ確認し、活動海域において、特段の異常は確認されていない[40]。
- 6月14日 - 護衛艦「すずなみ」が大湊基地に帰港（天候に恵まれたことなどから当初の16日から帰港予定を早めた）[41][42][43]。
- 7月6日 - 統合幕僚監部が2021年6月の活動実績を発表。派遣情報収集活動水上部隊が2,285隻（累計 56,313隻）、派遣海賊対処行動航空隊が1,412隻（累計 31,046隻）の船舶をそれぞれ確認し、活動海域において、特段の異常は確認されていない[44]。
- 8月6日 - 統合幕僚監部が2021年7月の活動実績を発表。派遣情報収集活動水上部隊が3,628隻（累計 59,941隻）、派遣海賊対処行動航空隊が1,386隻（累計 32,432隻）の船舶をそれぞれ確認し、活動海域において、特段の異常は確認されていない[45]。
- 9月5日 - 護衛艦「ふゆづき」が第6次派遣情報収集活動水上部隊として舞鶴基地から出港。舞鶴を出港した後、新型コロナウイルス感染症拡大の状況を踏まえ、乗組員全員に対しPCR検査を実施するとともに、日本近海において、14日間にわたり訓練等を行い乗組員の健康観察を実施した上で、中東方面に向け進出する予定[46][47]。
- 9月7日 - 統合幕僚監部が2021年8月の活動実績を発表。派遣情報収集活動水上部隊が3,195隻（累計 63,136隻）、派遣海賊対処行動航空隊が1,424隻（累計 33,856隻）の船舶をそれぞれ確認し、活動海域において、特段の異常は確認されていない[48]。
- 10月8日 - 統合幕僚監部が2021年9月の活動実績を発表。派遣情報収集活動水上部隊が4,334隻（累計 67,470隻）、派遣海賊対処行動航空隊が1,634隻（累計 35,490隻）の船舶をそれぞれ確認し、活動海域において、特段の異常は確認されていない[49]。
- 10月30日 - 護衛艦「あきづき」が佐世保基地に帰港。
- 11月8日 - 統合幕僚監部が2021年10月の活動実績を発表。派遣情報収集活動水上部隊が1,977隻（累計 69,447隻）、派遣海賊対処行動航空隊が1,554隻（累計 37,044隻）の船舶をそれぞれ確認し、活動海域において、特段の異常は確認されていない[50]。
- 12月1日、政府は派遣の期限を再延長せず、専従の護衛艦による情報収集活動は同年12月26日までとし、以後はソマリア沖海賊の対策部隊派遣従事艦が情報収集活動も実施する方向で調整に入ったと報道された[51]。
- 12月10日 - 統合幕僚監部が2021年11月の活動実績を発表。派遣情報収集活動水上部隊が2,27877隻（累計 71,725隻）、派遣海賊対処行動航空隊が1,492隻（累計 38,536隻）の船舶をそれぞれ確認し、活動海域において、特段の異常は確認されていない[52]。
- 12月24日 - 政府は同日の閣議で、情報収集活動のため派遣している専従の護衛艦の派遣期限を再延長せず、ソマリア沖海賊の対策部隊派遣従事艦に兼務させることに決定し、活動期間を1年延長すると決めた。延長による活動期限は2022年11月19日となった[5]。

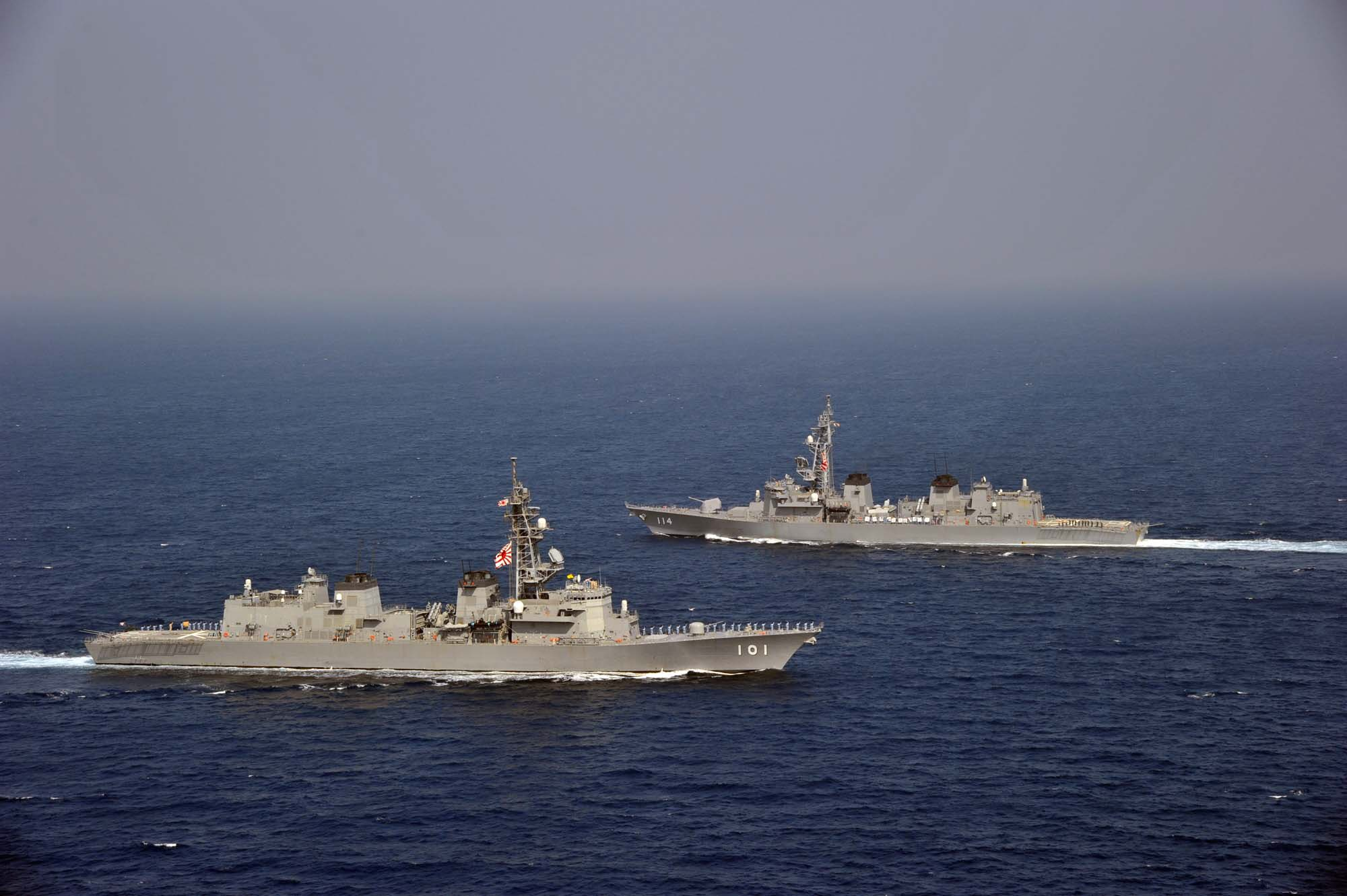
第3次隊「むらさめ」と第4次隊「すずなみ」の交代シーン
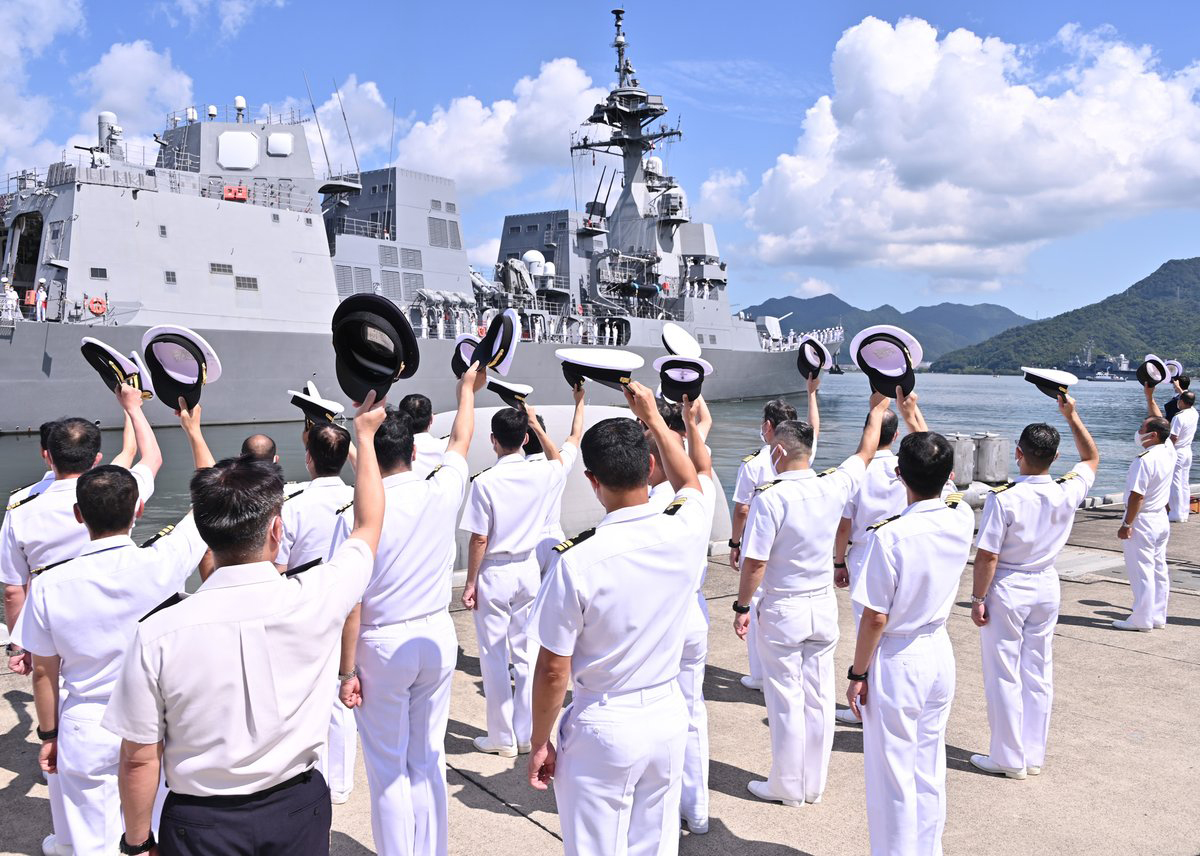
第6次隊として出港する「ふゆづき」
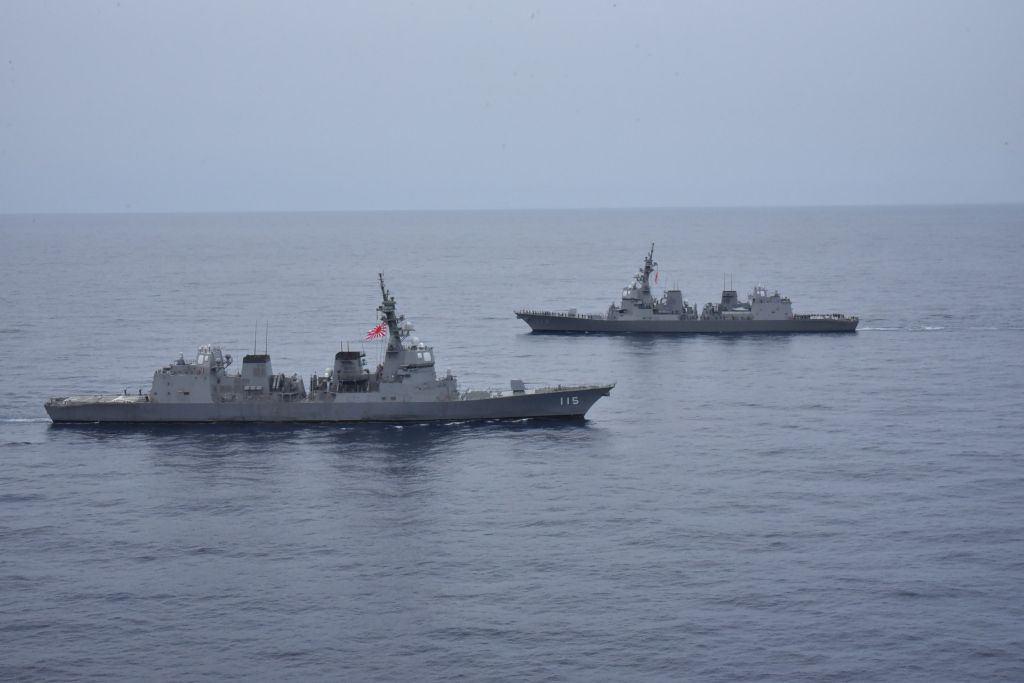
第5次隊「あきづき」と第6次隊「ふゆづき」の交代シーン

### 2022年
- 1月14日 - 統合幕僚監部が2021年12月の活動実績を発表。派遣情報収集活動水上部隊が2,483隻（累計 74,208隻）、派遣海賊対処行動航空隊が1,559隻（累計 40,095隻）の船舶をそれぞれ確認し、活動海域において、特段の異常は確認されていない[53]。
- 3月10日 - 第6次派遣情報収集活動水上部隊の護衛艦「ふゆづき」が舞鶴に帰港した[54]。

## 派遣部隊概要

### 歴代派遣部隊
派遣情報収集活動水上部隊
| 回次 | 指揮官名 | 艦船所属              | 派遣期間               | 艦船            | 備考 |
| ---- | -------- | --------------------- | ---------------------- | --------------- | ---- |
| 1    | 稲葉洋介 | 第2護衛隊群 第6護衛隊 | 2020.2.2 - 2020.6.30   | DD-110 たかなみ |      |
| 2    | 横田和司 | 第4護衛隊群 第8護衛隊 | 2020.5.10 - 2020.10.26 | DD-104 きりさめ |      |
| 3    | 平井克英 | 第1護衛隊群 第1護衛隊 | 2020.9.16 - 2021.2.11  | DD-101 むらさめ |      |
| 4    | 西村俊行 | 第3護衛隊群 第7護衛隊 | 2020.12.20 - 2021.6.14 | DD-114 すずなみ |      |
| 5    | 長村久光 | 第1護衛隊群 第5護衛隊 | 2021.4.18 - 2021.10.30 | DD-115 あきづき |      |
| 6    | 濱﨑真吾 | 第3護衛隊群 第3護衛隊 | 2021.9.5 - 2022.3.10   | DD-118 ふゆづき |      |